# Lehnice
Lehnice (allemand : Legendorf), est un village de Slovaquie situé dans la région de Trnava.

## Histoire
La première mention écrite du village date de 1239.

## Démographie

### Évolution de la population
| Année:               | 1994. | 2004.   | 2014.   | 2024.    |
| -------------------- | ----- | ------- | ------- | -------- |
| Nombre de personnes: | 2246  | 2432    | 2576    | 3323     |
| Différence:          |       | +8,28 % | +5,92 % | +28,99 % |

| Année:               | 2023. | 2024.   |
| -------------------- | ----- | ------- |
| Nombre de personnes: | 3243  | 3323    |
| Différence:          |       | +2,46 % |